# Джевізлі (станція)
40°54′38″ пн. ш. 29°09′21″ сх. д. / 40.910421122757° пн. ш. 29.155739907412° сх. д.
Джевізлі (тур. Cevizli) — залізнична станція на лінії Мармарай, що належить TCDD, розташована на анатолійській стороні Стамбула, району Малтепе.
Конструкція — наземна відкрита з однією острівною платформою. 
Розташована на залізниці Стамбул-Анкара, була введена в експлуатацію 22 вересня 1872 року. 

Станція, була перебудована TCDD з інфраструктурою електрифікації та введена в експлуатацію 29 травня 1969 
, 
обслуговувала приміський поїзд B2 (Хайдарпаша — Гебзе) в 1969 — 2013 роках. 
Була закрита 

і реконструйовано та знову введено в експлуатацію 12 березня 2019 року. 

## Заклади та місця поруч
- Мечеть станції Джевізлі
- Стамбульський регіональний суд
- Додаткова службова будівля друкарні монетного двору та марок
- Університет Мармара Мехмет Генч Кулліє
- Початкова школа Ніхат Ерім

## Сервіс
| Попередня станція  | Лінія | Лінія    | Лінія | Наступна станція |
| ------------------ | ----- | -------- | ----- | ---------------- |
| Малтепе до Халкали |       | Мармарай |       | Аталар до Гебзе  |